# Ante Gotovina
Ante Gotovina, né le 12 octobre 1955 à Pašman, Croatie (Yougoslavie), est un général croate ayant aussi la nationalité française. 
Il est accusé en 2001 par le TPIY de violation des lois et coutumes de la guerre et de crimes contre l'humanité pour ses actes et les actes commis sous son commandement en 1995 lors de l'opération Tempête à la fin de la guerre d'indépendance croate. Après quatre ans de fuite, il est arrêté à Tenerife le 7 décembre 2005, extradé et enfermé dans la prison internationale de Schéveningue. Son procès s'ouvre le 11 mars 2008 à La Haye et le 15 avril 2011, il est condamné à 24 années de prison ferme par le tribunal pénal international avant d'être acquitté en appel le 16 novembre 2012.

## Biographie

### De la Légion étrangère à la guerre de Yougoslavie
Gotovina est né le 12 octobre 1955 sur l'île croate de Pašman, près de Biograd na Moru, d'un père pêcheur prénommé Milan qui tente de passer en Italie avec sa femme mais est pris par la police des frontières yougoslave. Elle est libérée mais Milan est emprisonné. Lorsque Gotovina a quatre ans, sa mère est tuée en le sauvant d'une explosion d'un chantier de construction. Il passe son enfance auprès de son grand-père maternel Šime à Pakoštane près de Zadar sur la côte dalmate. En 1971, à seize ans, il quitte la Yougoslavie (après deux tentatives avortées) et s’engage comme matelot. À Bordeaux, il embarque à bord d'un navire effectuant des allers-retours entre l'Europe et les États-Unis. Au bout d'un an, lors d'une escale en Italie, il décide de rejoindre la Légion étrangère, sous le pseudonyme d'« Ivan Grabovac » en 1973, trichant sur son âge. Il est affecté au 2e REP et rejoint le groupe de commandos de recherche et d'action en profondeur, subissant notamment une formation de nageur de reconnaissance. C'est là qu'il rencontre Dominique Erulin, dont le frère, le colonel Philippe Erulin, est chef de corps du 2e REP. Il participe aux missions d'assistance extérieure de la Légion étrangère à Djibouti, au sauvetage de Kolwezi au Zaïre, et en Côte d'Ivoire. Après cinq ans de service, il quitte la légion avec le grade de caporal-chef en 1978 et obtient la nationalité française en 1979.
Durant les années 1980, officiellement, il s’installe près de Calvi et entre alors comme plongeur professionnel à la Comex. En réalité, il travaille avec son « frère d’armes » Dominique Erulin pour des sociétés de sécurité en France, notamment KO International, une filiale du groupe VHP Security qui semble être connue pour être une couverture de la résurgence du Service d'action civique, connu pour ses opérations commandées par le mouvement gaulliste. KO International assurait aussi la sécurité personnelle de Jean-Marie Le Pen à cette époque.
En 1981, avec Dominique Erulin, il aide l’éditeur Jean-Pierre Mouchard, un ami proche de Jean-Marie Le Pen, à libérer son imprimerie de La Seyne-sur-Mer occupée alors par des grévistes de la CGT. Les deux hommes montent un commando afin de les expulser.
Gotovina a aussi entraîné des paramilitaires en Argentine, en Colombie, au Guatemala, au Paraguay, en Turquie et en Grèce pour assurer des formations paramilitaires. Ses nombreuses missions en Europe, Afrique et Amérique latine valent à cet aventurier polyglotte le surnom de « Patton croate ». Il rencontre sa future femme Ximena en Colombie qui va lui donner une fille. Ante Gotovina se présente désormais sous le nom de Toni Moremante.
Il est condamné en 1986 à cinq ans de prison pour vol de bijoux commis en 1981 en France (casse d'un riche fabricant de coffre-forts, Henri Salomon, estimé à deux millions de francs), toujours avec Dominique Erulin, mais est ressorti en 1987 pour une raison inconnue mais qui peut faire penser « qu’il bénéficiait de protections très particulières ».
Le 30 octobre 1990, Gotovina, et deux complices, Paul Rochat et Christian Grégoire, prennent en otage Gérard Tourmetz pendant plusieurs jours. Tourmetz a dû payer 350 000 francs. Si ses complices ont été arrêtés pour extorsion et kidnapping, Gotovina s’est enfui alors qu'il est condamné à deux ans de prison.
Fin 1990, il revient en Croatie qui se dirige vers l’indépendance et s’engage dans l’armée. Il sert dans le Conseil de défense croate et dans l’armée de terre croate, c’est un proche du général Ante Roso, lui aussi ancien sous-officier de Légion. En 1995, il épouse la secrétaire personnelle de Gojko Šušak (en), ministre de la Défense, ce qui favorise sa carrière et lui vaut d'être nommé général de corps d'armée  .

### La guerre d'indépendance croate
En 1991, la Croatie déclare son indépendance, et à l'instigation de Belgrade et avec le concours de ce qui reste de l'Armée populaire yougoslave, dirigé de facto par Slobodan Milošević, une partie de la minorité serbe (12,16 % selon le recensement de 1991) dont la moitié vit dans la région frontière avec la Bosnie-Herzégovine et en Slavonie se rebelle, rébellion suivie d'une attaque classique de l'armée de Belgrade, qui conquièrent un tiers du territoire croate et massacrent 10 000 de ses habitants pour en chasser les 250 000 autres, qui y étaient majoritaires (Voir les articles République serbe de Krajina et Guerre en Croatie (1991-1995)).
En juin 1991, Ante Gotovina s'engage dans la Garde nationale croate (Zbor Narodne Garde ou ZNG), le premier noyau de l'armée croate alors en formation. Il a pour mission de former les nouvelles recrues en rejoignant la 1re brigade de la garde « Tigres » de l’armée croate. Il combat dans la région de Novska en Slavonie, où il est blessé, et à Nova Gradiška. Il est remarqué par ses supérieurs au sein d'une armée neuve qui manque de militaires compétents et grimpe rapidement dans la hiérarchie. Dans le même temps, il figure toujours sur les listes du personnel de la société parisienne Assistance Sécurité Protection, et se serait encore rendu au Paraguay et en Argentine en 1990 et 1991.
Peu après son engagement, en 1992, il est nommé brigadir (Voir brigadier des armées, grade équivalent à colonel, supprimé depuis dans l'armée croate). Le 9 octobre 1992, Gotovina est nommé commandant du district militaire de Split (où il restera jusqu'en 1996) et général de division en novembre 1994.
C'est à ce titre qu'il participe, du 4 août au 6 août 1995, à l'opération Tempête (Oluja) dont le but est de reprendre un certain nombre de municipalités contrôlés jusqu'alors par l'État autodéclaré de la République serbe de Krajina, soutenu par l'Armée populaire yougoslave et la Serbie de Slobodan Milošević. C'est notamment pour la prise de Knin, capitale de l'éphémère République serbe de Krajina, mais aussi ancienne capitale médiévale croate et souvent surnommée « Ville royale croate », que Gotovina gagnera pour beaucoup son statut de héros. Durant cette opération, on estime qu'entre 150 000 et 200 000 Serbes ont fui la région pour la Serbie ou la Bosnie-Herzégovine (voir ci-dessous).
En août 1995, Gotovina est nommé général de corps d'armée, et du 12 mars 1996 au 29 septembre 2000, il est l’inspecteur général de l’armée croate. En septembre 2000, le nouveau président Stjepan Mesić, pour favoriser l'entrée de la Croatie dans l'Union européenne, demande la collaboration de l'armée avec le TPIY. Devant le refus de Gotovina et de 6 autres généraux, celui-ci est mis à la retraite. À la même période, Gotovina a été accusé par le journal Nacional de conspirer un coup d’État, son rédacteur en chef, Ivo Pukanić (en), l'accusant également de fournir des armes à des groupes armés comme l'IRA provisoire et l'ETA. Ces accusations ne furent pas prouvées et le gouvernement de Croatie ne retint aucune charge contre Gotovina.

### Les poursuites engagées par leTPIY
En juin 2001, le TPIY inculpe Ante Gotovina pour violation des lois et coutume de la guerre et crimes contre l'humanité. Il est accusé de persécutions pour des motifs d'ordre politique, racial et religieux, de meurtre, de déplacement forcé de population, et de destructions sans motif de villes et villages. Il est poursuivi pour les meurtres sous son autorité d'au moins 150 civils serbes de Krajina, et particulièrement du meurtre d'une personne à Benkovac, de 30 personnes à Knin, et d'une personne à Korenica. Il est aussi accusé de pillage et de destruction de bâtiments et d'habitations serbes dont le but aurait été d'empêcher tout retour des habitants serbes dans cette région.
Le 8 juin 2001, l’acte d’accusation est envoyé à la Croatie, il est rendu public le 26 juin.
Malgré cela, le 11 avril 2001, Ante Gotovina obtint un passeport français auprès de l’ambassade de France à Zagreb, quelques jours avant son inculpation officielle par le TPIY, alors que cette inculpation était attendue par tous les milieux informés.

### Une cavale de 4 ans
Le 23 juillet 2001, le Tribunal de Zagreb émet un mandat d'arrêt, suivi par un mandat d'Interpol le 21 août. Les États-Unis offrent alors une récompense de 5 millions USD pour sa capture. Enfin le 28 août 2003, dans la résolution no 1 503 du Conseil de sécurité de l’ONU exhorte la Croatie à « intensifier la coopération avec le Tribunal pénal international pour l’ex-Yougoslavie ».
En septembre 2004, la presse croate annonce que le MI6 aurait trouvé Gotovina, mais la présence des agents britanniques est publiquement éventée, par des alliés présumés de Gotovina au sein de l'un des services secrets croates (la Protivobavještajna Agencija ou POA). Ce scandale contraint Franjo Turek, chef de la POA, à la démission.
En septembre 2005, la BBC annonce que Gotovina se cacherait dans un monastère franciscain en Croatie ou dans les territoires croates de Bosnie-Herzégovine. Carla Del Ponte, procureure de l’époque du Tribunal pénal international pour l’ex-Yougoslavie, accuse publiquement le Vatican de protéger Gotovina. Le Vatican répondit dans un communiqué ignorer où se trouve Gotovina.
Le 18 juin 2004, l’Union européenne a accordé à la Croatie le statut de candidat cependant, sous la pression du Royaume-Uni, des Pays-Bas, de la Finlande, du Danemark et de la Suède, l'Union européenne a fait savoir que la pleine coopération de la Croatie avec le TPIY est une condition préalable des négociations pour l'entrée de la Croatie dans l'Union européenne.
Les carnets du général Rondot révèlent un contact fréquent entre la DGSE et Ante Gotovina pendant sa cavale. En visite à Paris le 14 mars 2005, Carla Del Ponte, s’entretient avec Jacques Chirac et Michèle Alliot-Marie et aurait évoqué, toujours selon les carnets du général Rondot, une « protection de Gotovina par la France ».
Le Conseil européen des ministres des Affaires étrangères repousse sine die le 16 mars 2005 le début des négociations. Cependant, dans le cadre des négociations en vue de l'adhésion de la Turquie, l'Autriche obtient, le 3 octobre 2005 au sommet de l’Union européenne à Luxembourg, la levée d'un certain nombre de blocages à l'adhésion de la Croatie.
Repéré le 7 décembre 2005 par les services de renseignement croates et espagnols aux îles Canaries (Espagne), Ante Gotovina est arrêté dans le restaurant d'un hôtel de luxe.
Durant ses quatre ans de fuite, il aurait bénéficié du soutien d'un large réseau, composé du crime organisé, d'hommes politiques croates (il est particulièrement soutenu par l'extrême droite et d'anciens combattants) et d'anciens légionnaires et également de la DGSE. Selon le quotidien croate Jutarnji List (en), Gotovina aurait, durant cette période, pratiquement fait le tour du monde, muni d'un faux passeport au nom de Kristijan Horvat. Selon la police espagnole, les tampons de ce passeport attestent qu'il « s'est rendu au Japon, au Brésil, en Malaisie, au Chili, en Argentine, à Tahiti, à l'île Maurice, en Russie, en Chine et en République tchèque ». Le gouvernement croate, pour se blanchir de l'accusation de l'avoir caché, a fait valoir que ce faux passeport ne comportait aucun tampon d'entrée ou de sortie de Croatie.

### Après son arrestation
Le 10 décembre à Zagreb, quelques centaines de partisans de Gotovina, considéré comme un héros de la guerre, protestent contre son arrestation en accusant le Premier ministre croate de trahison, du fait de l'aide du gouvernement dans cette arrestation. Le 11 décembre 2005, environ 50 000 manifestants (selon Reuters, 70 000 selon la presse croate) ont été comptés à Split, fief des nationalistes. À Zadar, quelques centaines de personnes se sont rassemblées et ont brûlé le drapeau européen.
Selon un sondage d'opinion publié par le journal croate Jutarnji list (en) le 11 décembre 2005, 60 % des personnes interrogées pensent que Gotovina est innocent des accusations portées contre lui, 17 % le jugent généralement non responsable, et seulement 1 % pense qu'il est complètement responsable. 53,4 % pensent que son arrestation est une mauvaise chose pour la Croatie, contre 23,3 % pensant que c'est une bonne chose. 44,6 % pensent que cela facilitera l'adhésion de la Croatie à l'Union européenne, contre 36,2 % qui pensent le contraire.
Cette arrestation devait par ailleurs accroître la pression sur la Serbie pour accélérer la capture de Ratko Mladić et de Radovan Karadžić, alors que le commissaire européen à l'élargissement, Olli Rehn, déclarait qu'« un obstacle majeur a été levé devant la Croatie ». Finalement, les réactions auraient été plutôt calmes du fait de l'alliance du chef du gouvernement chrétien-démocrate Ivo Sanader avec l'Église catholique croate qui avait jusqu'alors plutôt soutenu le général Gotovina. Le cardinal-archevêque de Zagreb accuse d'ailleurs le TPIY d'être « politisé et à la solde des grandes puissances » et se dit convaincu de « l'innocence d'Ante Gotovina », ajoutant « quelle absurdité que la communauté internationale ne voie Gotovina que comme un criminel qui doit être arrêté et jugé ». Cependant, avec son collègue de Split, il a lancé plusieurs appels officiels à ne pas manifester contre le gouvernement. Celui-ci, de son côté, a fait la promesse de tout mettre en œuvre pour aider à la défense de Gotovina lors de son procès.
Lors de sa première comparution devant le TPIY à La Haye le 12 décembre 2005, il a plaidé non coupable des sept charges retenues contre lui.
À la suite de la mort de Slobodan Milošević, qui était emprisonné dans la cellule adjacente à la sienne, Gotovina signa une lettre de condoléances adressée à la famille de l'ancien président serbe. La lettre portait un total de 34 signatures de Croates et de Serbes inculpés, notamment Mladen Naletilić Tuta, Paško Ljubičić, Ivica Rajić. Cette lettre de condoléances fut publiée à Belgrade dans les journaux Politika et Večernje novosti. Au même moment, le président croate Stjepan Mesić critiqua le président serbe Boris Tadić pour avoir envoyé ses condoléances à la famille de Milošević.
En Croatie, la population est divisée au sujet de Gotovina. Beaucoup le considèrent comme un héros et rejettent les accusations selon lesquelles des crimes aurait été commis pendant la guerre d'indépendance de la Croatie. D'autres, au contraire, considèrent que l'avenir de la Croatie dépend plus de son adhésion à l'Union européenne que du destin d'un seul homme, et acceptent l'idée d'une culpabilité de Gotovina, notamment en raison de sa fuite alors que le général Rahim Ademi s'est rendu volontairement au tribunal. L'opposition au TPIY a été utilisée par les nationalistes pour glaner les suffrages de la population. De plus, depuis que l'Union européenne avait posé comme condition à l'adhésion de la Croatie la pleine coopération avec le TPIY, Ante Gotovina est devenu une figure pour les opposants à l'entrée de la Croatie dans l'Union européenne.
Pendant sa fuite, Gotovina est devenu une icône de la culture populaire croate. Marko Perković (plus connu sous le nom de scène Thompson) et Miroslav Škoro, deux chanteurs populaires connus pour leurs positions politiques d'extrême droite, ont enregistré des chansons à sa gloire. L'écrivain croate Nenad Ivanković (en) écrivit un livre intitulé Guerrier, aventurier et général (une biographie) (Ratnik - pustolov i general (jedna biografija)). Dejan Šorak (en), un réalisateur croate, sort en 2005 une comédie noire, Two Players from the Bench (en) (Dva igraca s klupe) s'inspirant des évènements autour de la mise en accusation du tribunal contre Ante Gotovina.

### Procès
Fin 2006, le cas Gotovina est joint au cas d'Ivan Čermak (en) et de Mladen Markač (en) qui concernent le même évènement à savoir l'opération Tempête. Le procès devait débuter en mai 2007 mais fut retardé en raison d'un conflit entre les avocats de la défense. Le procès de Gotovina débute finalement le 11 mars 2008. Les avocats d'Ante Gotovina sont Greg Kehoe et Luka Misetic, tous deux américains, Luka Misetic étant d'origine croate.
Le 3 août 2010, une peine de 27 ans de prison a été requise contre l'ancien général croate Ante Gotovina, pour crimes de guerre et crimes contre l'humanité devant le Tribunal pénal international (TPI) pour l'ex-Yougoslavie.
Le 15 avril 2011, il est condamné à vingt-quatre ans de prison ferme par le tribunal pénal international.
Il fait appel et malgré les lourdes charges qui pesaient contre lui, Gotovina est acquitté le 16 novembre 2012,, provoquant l'incompréhension et l'indignation de Carla Del Ponte, l’ex-procureur du TPIY, qui déclara : « Je suis choquée (…) la crédibilité du Tribunal est mise en question »,,.

### Sources
- (en) « Pre-Trial Information and Amended Indictment ».
- AFP, Reuter, « Fin de cavale pour un général croate », Ledevoir.com, 12 septembre 2005 (consulté le 16 janvier 2006).
- Can Karpat, AIA Section de Turquie et des Balkans, « Ante Gotovina: Bandit, Général, héros national… criminel de guerre? », www.axisglobe.com, 5 janvier 2006 (consulté le 16 janvier 2006).
- Jean-Arnault Dérens, « TPI : le général croate fugitif Ante Gotovina est un citoyen français », Le monde diplomatique, 1er mars 2005 (consulté le 16 janvier 2006).